# Oasis de Egipto

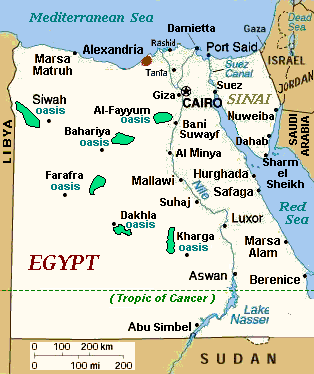
Mapa de los oasis de Egipto (en inglés).

Los oasis de Egipto son célebres desde la antigüedad, y fueron administrados con la misma atención que las demás regiones durante la época del antiguo Egipto. Servían de lugar de aprovisionamiento y descanso a las grandes caravanas de beduinos comerciantes del interior de África, haciéndose mención en los canales egipcios de estos bajo la denominación más general de habitantes del territorio líbico.

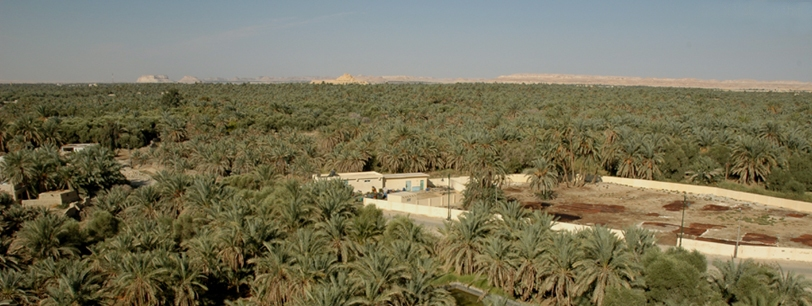
Oasis de Siwa.

## Historia
En las fábulas griegas se hace viajar por ellos a sus héroes Hércules y Perseo como por un país maravilloso. Cambises II quiso ver el oasis de Amón para, con el más intolerable fanatismo, destruir el oráculo de un dios que no era el suyo, pero su ejército quedó sepultado en el desierto. Alejandro Magno penetró en él y vio al oráculo, que lo "reconoció", proclamando su origen divino. Heródoto describió el oasis de Amón. Otros autores de la antigüedad que escribieron de los oasis fueron Estrabón, Claudio Ptolomeo y Plinio el Viejo.
Los oasis del desierto occidental del Nilo se hallan más allá de la cadena líbica que limita el territorio de Egipto por occidente. Son de extensión desigual y se denominan: el gran oasis de Tebas, Dakel, Farafrech, Bahriech, y el más occidental de todos, el oasis de Amón, más cercano al Mediterráneo que al río Nilo. Al oriente están los de Audjelah y de Maradeh, en territorio contiguo a la Cirenaica.
El gran oasis está a la altura de Tebas, prolongándose de sur a norte más arriba de Esnech y más abajo de Girga, estando la entrada del valle casi en paralelo a Tebas.
Estrabón y Tolomeo lo sitúan a siete jornadas de Tebas hacia el oeste y, por su rica vegetación, los griegos lo llamaban la "isla de los bienaventurados".
En las nomenclaturas coptas de las ciudades de Egipto, en la Edad Media, se le llama Ouhai-Psoi, porque el oasis de Psoi encerraba una ciudad de este nombre o porque se hallaba enfrente de esta ciudad del Egipto, la cual era la capital del nomo y vecina de Abidos, conocida hoy con el nombre de Oasis de El Jariyá (El-Kharga). Se llega a ella desde Esna, Girga y Asiut. Muchos viajeros modernos han seguido el camino de Asiut (como en el caso del explorador francés Frédéric Cailliaud).
El valle de El Jariyá es muy rico de vegetación, abundando las fuentes y otras producciones como el vino. En tiempo de León el Africano había allí ciudades habitadas; según El Edrizy, no se veían más que edificios arruinados y ninguna población y se conocía una capital de nombre Hibe, donde, durante la época del Bajo Imperio romano, había una guarnición de caballería.

## Oasis de El Jariyá (El Kharga)
El explorador francés Frédéric Cailliaud trazó rutas que siguieron otros viajeros como Bernardino Drovetti, quienes visitaron el oasis grande o El-Quah-el-Kebyr, encontrándose restos antiguos del oasis de El Jariyá, habiendo en la parte meridional restos de un templo egipcio cuyo santuario está cubierto de una verdadera bóveda de arco; al oeste del edificio hay un templo romano de adobe transformado en iglesia por los cristianos coptos; más al norte hay otro templo egipcio cuyos muros están cubiertos de inscripciones egipcias, siendo la población de unos dos mil habitantes en el siglo XIX, viéndose allí los restos de un templo egipcio y más de doscientos sepulcros romanos de ladrillo abovedados, recogiendo otros viajeros del siglo XIX diferentes inscripciones griegas, entre otras una del reinado de Galba.

## Oasis de Dakhla

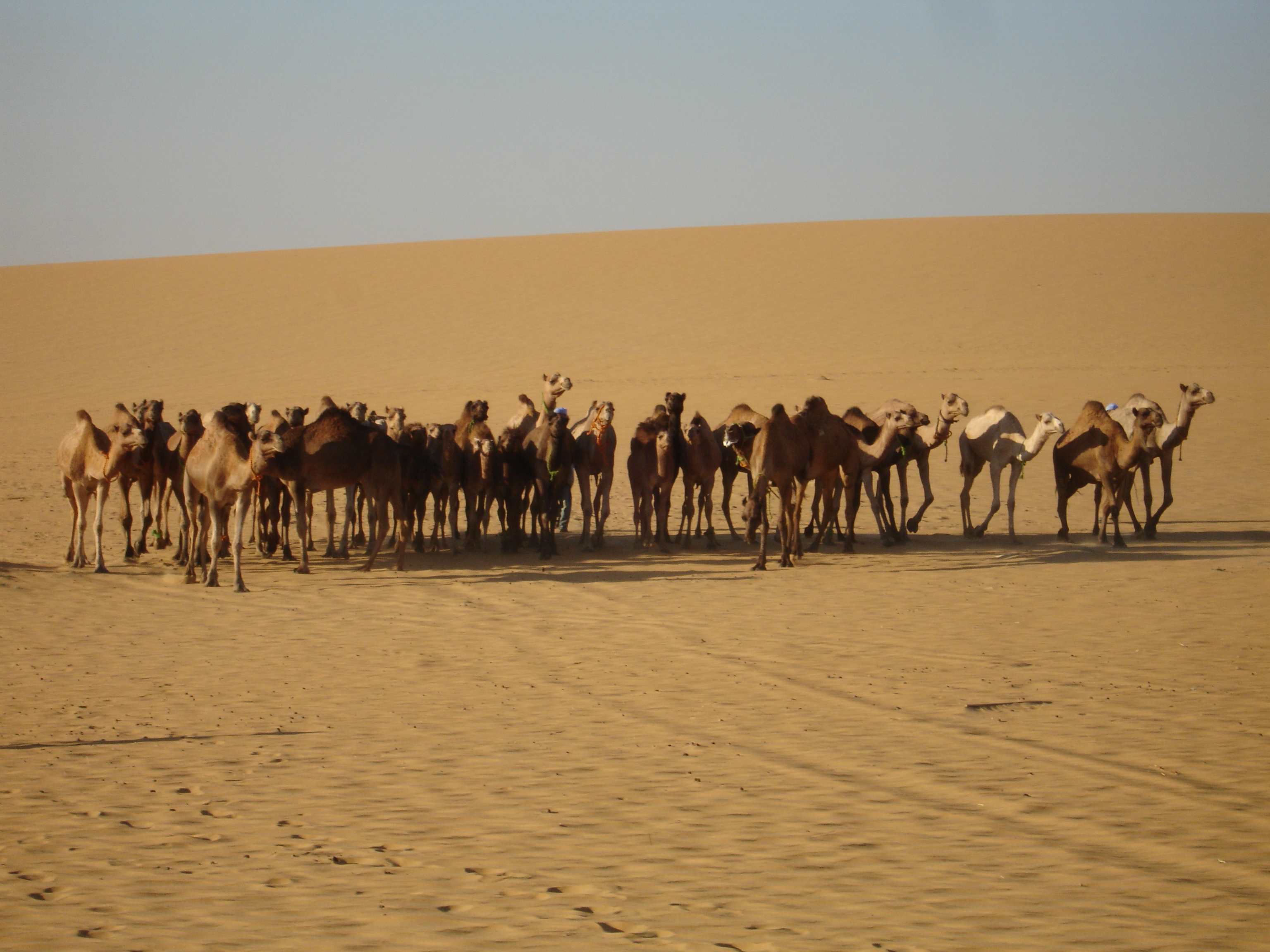
Desierto de Dakel

Más al oeste de El Jariyá y un poco al norte, hay un pequeño oasis, el de Dakhla (o Dakel), cuyo lugar principal es Balat, a 225 km de Esna. Dakel es un poblado con cultivos, como el oasis de Tebas. Se debe a otro viajero, Bernardino Drovetti, el conocimiento de esta isla vegetal en el seno del desierto líbico, abundando en él frutas como albaricoques, naranjas, granadas e higos. Hay también una pequeña pirámide de ladrillo, recogiéndose inscripciones griegas de la época de los Antoninos. En cuatro días (siglo XIX) se llega al oasis de Farafrech, donde en 1820 penetró Cailliaud, con alguna oposición por parte de los nativos, estando las casas hechas de tierra con un castillo fortificado, con gran número de estancias para uso de las familias principales, donde guardaban sus provisiones. Antaño también sirvió de para la defensa contra los beduinos. En este oasis se recogen aceitunas, dátiles, algodón, trigo y muchas frutas y llueve algunas veces en enero y febrero.

## El oasis de Bahariya
El oasis de Bahariya está más al norte de Farafra, pero más cerca del Nilo. Los coptos le llamaban el oasis de Semsjé, a causa de la ciudad de Oxirrinco, situada en el Nilo, enfrente del oasis, que lleva el nombre de Semsjé. El pueblo más notable se llama El-Qasr y la mayor extensión del oasis es de este a oeste, cortado por montañas en dirección transversal. En ellas existen antiguos hipogeos, también se ven allí tumbas de adobe, un arco de triunfo romano, acueductos, ruinas cristianas, aguas termales y fuentes ferruginosas.

## El oasis de Siwa o de Amón

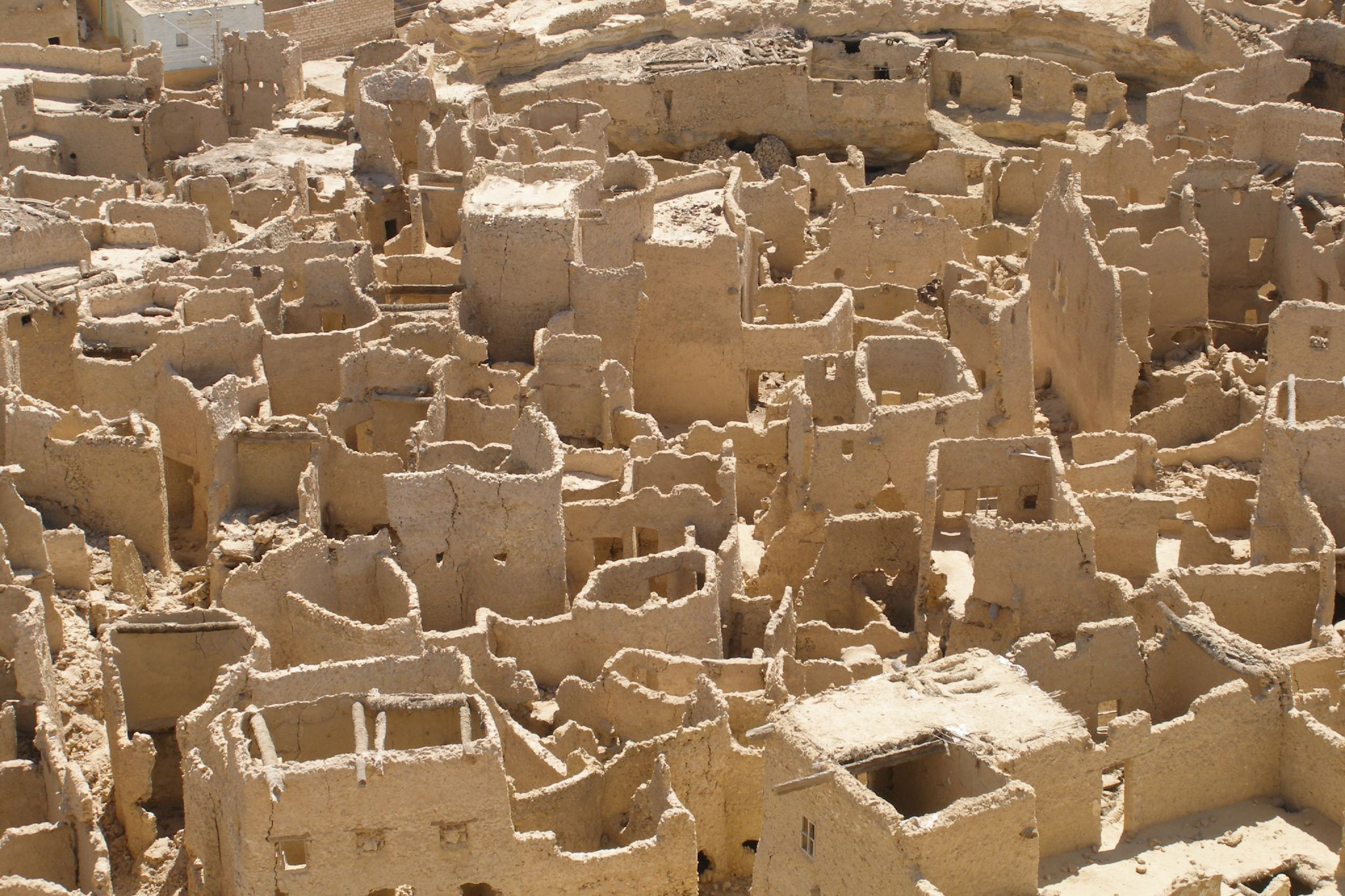
Oasis de Siwa. Ciudadela de Shali.

Heródoto habla de un oráculo de Amón sin indicar el sitio donde se hallaba. Estrabón señala otro en las inmediaciones del oráculo de Amón; Plinio el Viejo coloca este oráculo a doce jornadas de Menfis. Este oasis fue visitado en 1792 por Browne y en 1798 por Hornmann. También se han de conocer las noticias que dieron en su época Federico Caillaud y Drovetti sobre los oasis, ilustradas por la destrucción de una parte del ejército de Cambises II y por el viaje de Alejandro Magno. Desde las inmediaciones de Alejandría se llega al oasis de Amón en trece jornadas de camello; es el camino más corto partiendo del Bajo Egipto. También se va desde El Cairo por el desierto y es el camino que tomó Hornmann, dirigiéndose al Fezzan. 
Alejandro Magno partió de las cercanías del lago Moeris. El acceso a Siwa fue difícil para los europeos. Al Este se encuentran dos pueblos principales; al Norte una montaña horadada por tumbas y canteras, y entre los dos pueblos las ruinas de un gran templo, conocido con el nombre de Omn-Beydah.
El suelo y los lagos están impregnados de sales y las piedras llena de conchas petrificadas, pero las fuentes son de agua dulce. La ciudad de Siwa da su nombre al oasis. Los productos son los mismos que los de otros oasis, así como los objetos de comercio, y, en el siglo XIX, la civilización no se hallaba más adelantada ni la administración pública más regulada. La ciudad estaba edificada sobre un monte cónico y tenía el aspecto de una colmena. Cerca de la ciudad se hallan las ruinas de Omn-Beydah, rodeadas de bosques de palmeras. Estas ruinas tienen el aspecto de construcciones egipcias. Todavía queda en pie una gran puerta cubierta de grabados y algunas partes del edificio; las figuras que se ven allí representan a divinidades egipcias, colocadas sobre tres registros sobrepuestos, en procesión, con tributos ante el dios supremo Amón, de cabeza de carnero, sentado en una naos donde recibe homenajes y frente a él hay un rey arrodillado.
El oasis de Siwa fue candidato en 2017 a formar parte de los Sistemas Importantes del Patrimonio Agrícola Mundial (SIPAM), una catalogación otorgada por la Organización de las Naciones Unidas a los sistemas agrícolas tradicionales integrados con la cultura de un pueblo desde tiempos históricos.